# Armando González
Armando González (né et mort à des dates inconnues) était un joueur de football international paraguayen, qui évoluait en tant que milieu de terrain.